# Armée de l'air royale danoise
La Flyvevåbnet (français : Force aérienne royale danoise, anglais : Royal Danish Air Force, RDAF) désigne la force aérienne du Danemark qui a pour rôle la défense du territoire, la sécurité intérieure et les opérations internationales[pas clair]. Sa base principale est à l'Aérodrome de Karoup.

## Histoire

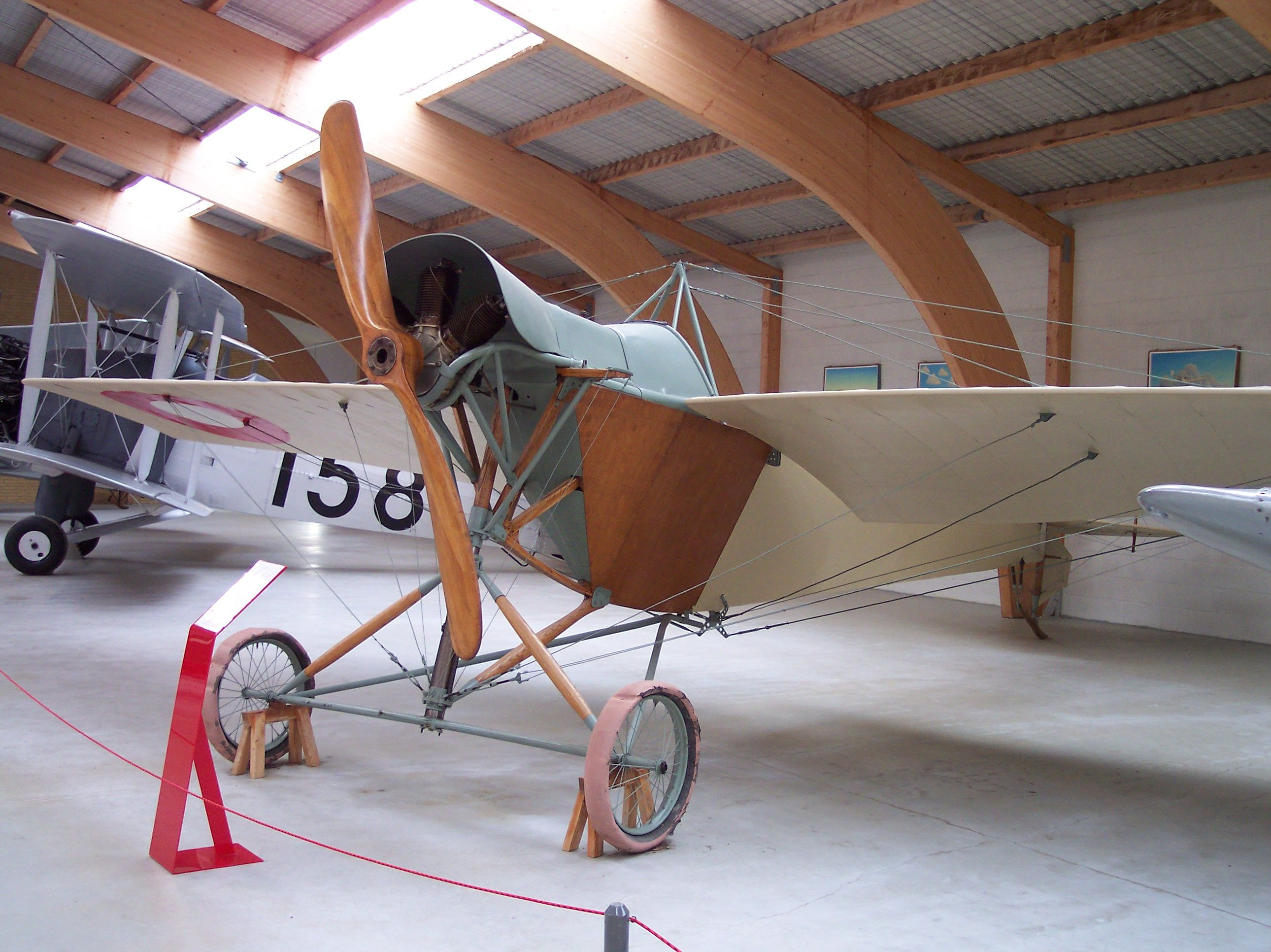
Le monoplan Berg & Storm danois de l'école de pilotage de l'armée de terre du Musée de l'aviation du Danemark à Stauning.

Les Forces aériennes de l'armée (Danois: Hærens Flyvertropper) furent créés le 2 juillet 1912 et la Force aérienne de la Marine (Danois : Marinens Flyvevæsen) le 14 décembre 1911.
La marine était équipé de Hansa-Brandenburg après la Première Guerre mondiale, puis de LB II Dankok, de Hawker Nimrod et de Heinkel H8. Le commandent central se trouvait sur la Base aérienne de Værløse où était aussi le commandement aérien est.
Les Forces aériennes de l'armée ont été équipées en 1923 de Fokker C.V.

### Création
Toute l'aviation militaire ayant été interdite pendant l'occupation nazie, de 1940 à 1945, au Jour de la Victoire, les forces armées danoises n'avaient aucun avion, mais la Luftwaffe avait construit ou agrandi des bases aériennes au Danemark.
Les forces armées danoises reçurent 38 Supermarine Spitfire Mk HF. IXE et 3 Spitfire PR Mk. XI en 1947-48 qui ont été exploités par les unités de la Hærens Flyvertropper (« troupe aérienne de l'Armée », fondée le 2 juillet 1912) et par la Marinens Flyvevæsen (« aviation de la Marine », fondée le 14 décembre 1911). Quatre cellules d'aéronef supplémentaires ont été acquises pour l'instruction au sol.
Les deux services aériens sont fusionnés en 1950 pour former la Flyvevåbnet (« force aérienne ») comme une branche indépendante et tous les Spitfire sont retirés du service en 1956.

### Guerre froide
Durant les années 1960 et 1970, la Force aérienne royale danoise a exploité un certain nombre d'appareils (Lockheed F-104G Starfighter, North American F-100D et F-100F Super Sabre, et plusieurs autres types) financés par les États-Unis. En 1971, l'Armée créa le Hærens Flyvetjeneste (« service aérien de l'Armée »), première unité aérienne n'appartenant pas à la Force aérienne royale depuis la création de cette dernière en 1950. Cette unité possédait des hélicoptères et des avions d'observation d'artillerie. En 1977, le Søværnets Helikoptertjeneste (« service d'hélicoptères de la défense maritime ») est créé à partir de l'escadron 722 de la Marine, qui mettait en œuvre des hélicoptères embarqués. En janvier 1980, quatre pays de l'OTAN mirent en place un accord commun pour acheter des armes : le Danemark, la Norvège, les Pays-Bas et la Belgique ont décidé d'introduire dans leur force aérienne respective, un avion multirôle commun, le General Dynamics F-16 Fighting Falcon qui sera assemblé par la SONACA en Belgique. Le F-16 a été racheté plus tard par d'autres pays de l'OTAN : la Grèce et la Turquie également membres de l'OTAN exploitent le F-16.

### Réorganisation et entrée dans leXXIesiècle
En 1999, après la fin de la guerre froide, la Force aérienne royale danoise est réorganisée pour être un corps « expéditionnaire », capable de soutenir des opérations internationales à travers le monde — mais en même temps en étant capable de défendre le territoire national et la sécurité intérieure.
En 2002, le Danemark a rejoint le programme commun du F-35 Joint Strike Fighter Team, afin éventuellement d'acheter 48 F-35 pour remplacer le F-16.
En octobre 2002, une force tri-nationale de 18 F-16 chasseurs-bombardiers norvégiens, danois et néerlandais, accompagnés d'un avion-ravitailleur KC-10 de la Koninklijke Luchtmacht, s'est envolée pour la base aérienne de Manas au Kirghizistan, pour appuyer les forces terrestres de l'OTAN en Afghanistan dans le cadre de l'opération Enduring Freedom.

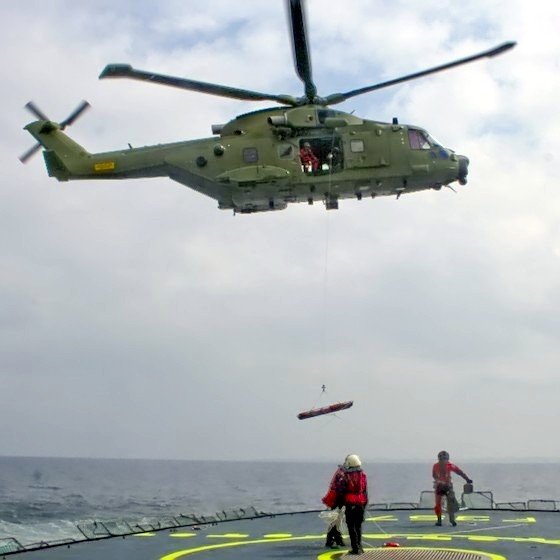
AW-101 de la Force aérienne royale danoise effectue un exercice de treuillage depuis un bateau lors d'une présentation.

En 2003, 16 H-500 Cayuse et 13 Eurocopter AS550C2 Fennec de l'Armée et huit Westland Lynx Mk. 90B de la Marine devaient être transférés à la Force aérienne. Les 16 Cayuse et les 13 Fennec ont été transférés à la nouvelle re-formation de l'escadron 724. Les huit hélicoptères Lynx étaient censés entrer dans un autre escadron reformé, l'escadron 728, mais pour des raisons politiques, ces hélicoptères sont restés dans la Marine. Ce changement de propriété de ces hélicoptères embarqués devrait se dérouler à compter du 1er janvier 2011 si ces derniers constitueront l'escadrion 723 selon l'accord politique de défense. L'Acquisition de la Défense et de l'organisation logistique (DALO) danoise, a établi une liste de cinq nouveaux types d'appareils pour remplacer le Lynx. Le Sikorsky/Lockheed MH-60R, le NH90/NFH, le H-92, le AW159 et le AW101. La demande de propositions est publiée le 30 septembre 2010 ; une décision est alors attendue en 2011,.
En 2004, l'ancienne flotte de trois avions de transport C-130H Hercules (achetés par le gouvernement en 1973) est remplacée par trois avions de transport C-130J. Un quatrième rejoint la Force aérienne royale danoise en 2007.
En 2005, un programme de modifications est réalisé sur les F-16. Le programme de modifications, commencé en 1995, introduit un nouvel ordinateur de bord, des écrans couleur multifonctions et d'autres améliorations de l’avionique. Malgré les modifications et améliorations, la force aérienne envisage le remplacement des 48 chasseurs par un autre plus avancé. Les chasseurs pressentis incluent les F/A-18 Super Hornet de Boeing, F-35 de Lockheed-Martin ou encore le Gripen de Saab. Eurofighter retire le Typhoon de la compétition. 27 exemplaires du F-35A sont commandés en juin 2016 pour 3 milliards de $.
En 2005, les 16 Cayuse et un des Fennec sont retirés du service. Les 12 autres Fennec ont repris bon nombre de tâches des Cayuse, y compris le soutien de la police du Danemark.
En juin 2007, six hélicoptères de transport EH101 danois ont été transférés à la Royal Air Force britannique pour répondre au besoin urgent d'hélicoptères de transport supplémentaires.
En juin 2010, l'hélicoptère de recherche et de sauvetage, Sikorsky S-61 est retiré du service.

## Opérations

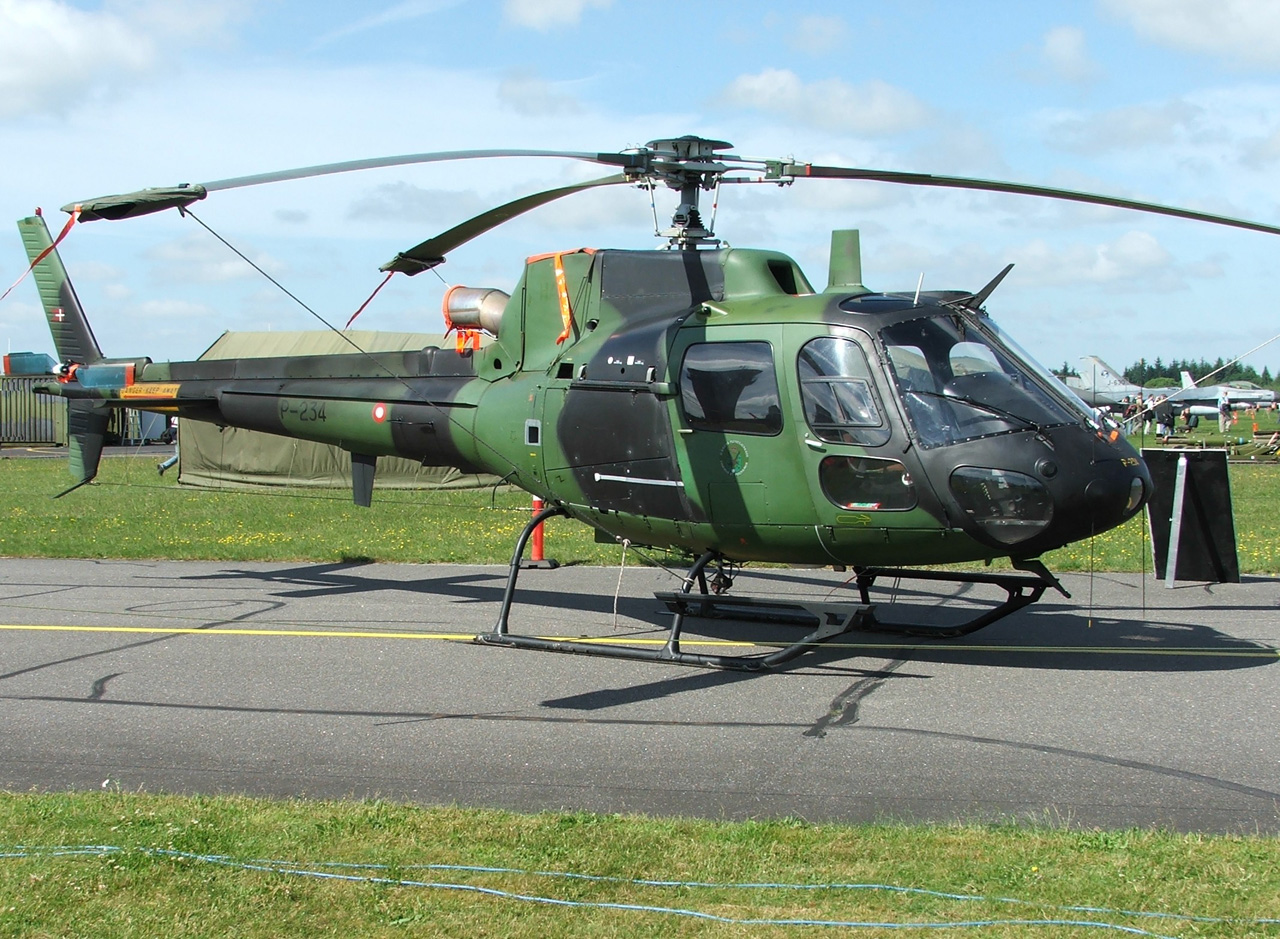
Un AS550 C2 Fennec de la Force aérienne royale danoise.

Depuis sa création, la Force aérienne royale danoise a participé à plusieurs opérations :
- De 1960 à 1964, les hélicoptères S-55 danois ont effectué des missions pour dans l'opération des Nations unies au Congo durant la guerre civile congolaise.
- En 1999, 9 chasseurs F-16 effectuent des patrouille à partir de la base de Grazzanise, en Italie dans le cadre de l'opération Allied Force[11].
- En 2002 et 2003, 6 chasseurs-bombardiers F-16 ont effectué 743 sorties contre les talibans d'Al-Qaïda en Afghanistan à partir de la base aérienne de Ganci, au Kirghizistan au cours de l'opération Enduring Freedom.
- De juillet à octobre 2004, quatre F-16 danois participèrent à la sûreté aérienne de l’espace aérien des pays baltes dans le cadre de l'OTAN.
- 4 hélicoptères AS550C2 Fennec appartenant à l'escadron de la 724e escadre d'hélicoptères ont été déployés en Afghanistan, le 11 juin 2008. Ces hélicoptères, basés à Camp Bastion, au nord-ouest de Lashkar Gah, capitale de la province de l'Helmand, et ont été chargés d'assurer à haute altitude l'observation pour les forces terrestres danoises, ainsi que du transport.
- En mars 2010, quatre F-16AM des escadron 727 et escadron 730 participèrent à la sûreté aérienne de l’espace aérien de l'Islande dans le cadre de l'OTAN.
- Le 19 mars 2011, six avions F-16 de l'escadre de chasse de Skrydstrup, ont décollé du Danemark afin d'aider au maintien de la zone d'exclusion aérienne sur la Libye dans le cadre de l'intervention militaire de 2011 en Libye; au 20 juin 2011, ils ont effectué 311 sorties et largué 529 bombes[12]; au 22 août 2011, le bilan est de 488 sorties et de 796 bombes[13]; au 10 septembre 2011, ils ont effectué 533 sorties (dont 2 air-air, le reste air-sol) et utilisé 851 bombes.

## Aéronefs
Les appareils en service en 2016 et en 2023 sont les suivants:
| Aéronefs                          | Origine             | Type                      | En service en 2016 | En service en 2023 | Versions          | Notes |                 |
| Avion de chasse                   | Avion de chasse     | Avion de chasse           | Avion de chasse    | Avion de chasse    | Avion de chasse   | Avion de chasse | Avion de chasse |
| --------------------------------- | ------------------- | ------------------------- | ------------------ | ------------------ | ----------------- | --- | --------------- |
| Lockheed F-16 Fighting Falcon     | États-Unis          | Avion de chasse multirôle | 30                 | 34 10              | F-16AM F-16BM     | Lot initial de 58 construit sous licence par la SABCA. |                 |
| Lockheed Martin F-35 Lightning II | États-Unis          | Avion de chasse multirôle | 0 (27)             | 6 (27)             | F-35A             | 27 exemplaires commandés en juin 2016 pour 3 milliards de $. |                 |
| Avion-école                       |                     |                           |                    |                    |                   | |                 |
| Saab MFI-17 Safari                | Suède               | Avion d'entraînement      | 27                 | 27                 | MFI-17            | |                 |
| Avion de transport                |                     |                           |                    |                    |                   | |                 |
| Lockheed C-130 Hercules           | États-Unis          | Avion de transport        | 4                  | 4                  | C-130J-30         | |                 |
| Bombardier Challenger 600         | Canada              | Transport de VIP          | 3                  | 4                  | CL-604            | |                 |
| Hélicoptère                       |                     |                           |                    |                    |                   | |                 |
| Eurocopter AS550 Fennec           | France              | Hélicoptère d'observation | 11                 | 8                  | AS 550C2          | ex-Hæren (Armée). 12 livrés en 1990/91 à la compagnie d'hélicoptères anti-char stationnée à Vandel. Équipés à l'origine de missiles BGM-71 TOW, ils ont été transférés à Kastrup le 2 juin 2003 pour former l'escadron 724 de la Force aérienne royale. |                 |
| AgustaWestland EH101              | Italie/ Royaume-Uni | Hélicoptère multirôle     | 14                 | 14                 | Mk 512            | Total de 14 appareils en attente d'être livrés. |                 |
| Westland Lynx                     | Royaume-Uni         | Hélicoptère embarqué      | 8                  | 0                  | Super Lynx Mk 90B | ex-Søværnet (Marine). Plus en service à partir de 2018. |                 |
| Sikorsky SH-60 Seahawk            | États-Unis          | Hélicoptère embarqué      | 9                  | 9                  | S-70/MH-60R       | 9 exemplaires commandés fin 2012 pour 686M$ |                 |